# Três Passos (tiểu vùng)
Três Passos là một tiểu vùng thuộc bang Rio Grande do Sul, Brasil. Tiều vùng này có diện tích 3856 km², dân số năm 2007 là 150648 người.